# Fusillade du terrain d'entraînement militaire de Soloti
La fusillade du terrain d'entraînement militaire de Soloti est survenue le samedi 15 octobre 2022 lorsqu'une fusillade de masse a eu lieu sur un terrain d'entraînement militaire près de Soloti (en), dans le raïon de Valouïki, dans l'oblast de Belgorod, en Russie,. Deux hommes armés ont ouvert le feu sur des soldats, tuant au moins onze personnes et en blessant au moins quinze autres.

## Déroulement
L'attaque a commencé lorsque deux soldats mobilisés, originaires d'un pays de la CEI, ont ouvert le feu sur le personnel de l'unité. Après avoir tué 11 personnes et en avoir blessé 15 autres, ils ont été tués par des tirs en retour,. L'attaque s'est produite sur un terrain d'entraînement militaire. Selon Readovka (en), les soldats qui ont été tués, pour la plupart des volontaires se préparant à être envoyés en Ukraine, suivaient une séance d'entraînement au tir lorsque la fusillade s'est produite. L'Associated Press a rapporté que la fusillade s'est produite pendant un exercice de tir militaire.
Selon le ministère de la Défense de la fédération de Russie, « l'attaque s'est produite lors d'une séance d'entraînement au tir avec des volontaires se préparant à une opération spéciale. Les auteurs de la fusillade, venant d'un des pays de la CEI, ont tiré avec des armes légères sur le personnel de l'unité, les deux tireurs ont été tués par des tirs en retour. »
Le site Web des médias russes ASTRA a rapporté que les tireurs étaient des ressortissants musulmans du Tadjikistan et qu'ils s'étaient disputés avec d'autres soldats pour savoir si la guerre en Ukraine était une guerre sainte.
Le père de l'un des tireurs présumés a confirmé à Radio Free Europe/Radio Liberty que son fils était décédé pendant le week-end où la fusillade s'est produite. Le frère du tireur a déclaré à RFE/RL que son frère était un « migrant ordinaire » qui avait immigré à Moscou depuis le sud du Tadjikistan plusieurs mois auparavant.